# Catalan Talgo
De Catalan Talgo was een internationale trein op het traject Genève - Barcelona en is vernoemd naar de Spaanse regio Catalonië en het gebruikte Talgo-materieel. De treindienst tussen Genève - Barcelona bestond oorspronkelijk uit twee delen, waarbij de reizigers op station Portbou moesten overstappen van een Frans in een Spaans treinstel of omgekeerd. De treinen van het Spaanse Talgo-netwerk konden niet aan het TEE-verkeer deelnemen omdat Spanje breedspoor heeft daar waar andere landen normaalspoor hebben. In 1968 werd dit opgelost met de Talgo III RD, met aanpasbare spoorwijdte. Aan de grens tussen Spanje en Frankrijk kan de wielafstand veranderd worden en hoeven de passagiers niet over te stappen. Na geslaagde proefritten werd in 1969 de Catalan Talgo in het TEE-net opgenomen.

## Trans Europ Express

### Rollend materieel

#### Tractie

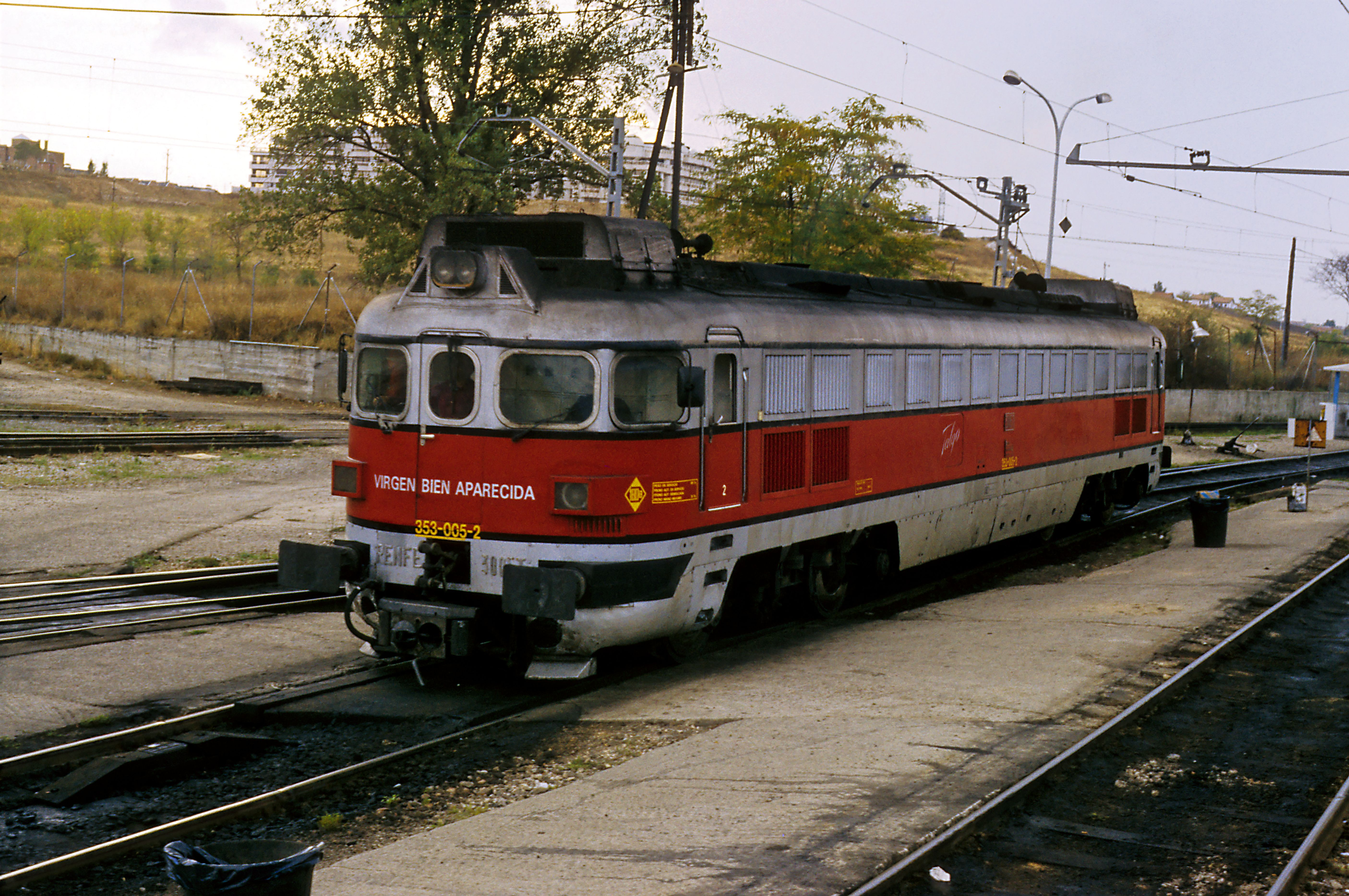
De Spaanse TEE locomotief serie 3000

Als locomotief voor de Catalan Talgo werd de RENFE serie 3000, de latere 353, ingezet. De locomotieven konden niet van spoorbreedte wisselen zodat de 3003 en 3004, met breedspoordraaistellen, het deel van Barcelona naar de Frans-Spaanse grens verzorgden terwijl de andere drie locomotieven van deze serie, met normaalspoordraaistellen, het deel van de Frans-Spaanse grens naar Genève voor hun rekening namen. Al in september 1971 werden de normaalspoorlocomotieven vervangen door de BB 67400 van de SNCF. Korte tijd later werden ook de breedspoorlocomotieven vervangen door de serie 276 van de RENFE. In 1975 werd de route gewijzigd waarbij tussen Genève en Avignon over Lyon en niet meer via Grenoble gereden werd. Hierdoor kon het hele traject Genève - Narbonne elektrisch bereden worden met een BB 9300 van de SNCF. Toen begin jaren 1980 ook het traject Narbonne - Portbou geëlektrificeerd was werden de BB 9300 vervangen door de BB 7200 van de SNCF.

#### Rijtuigen

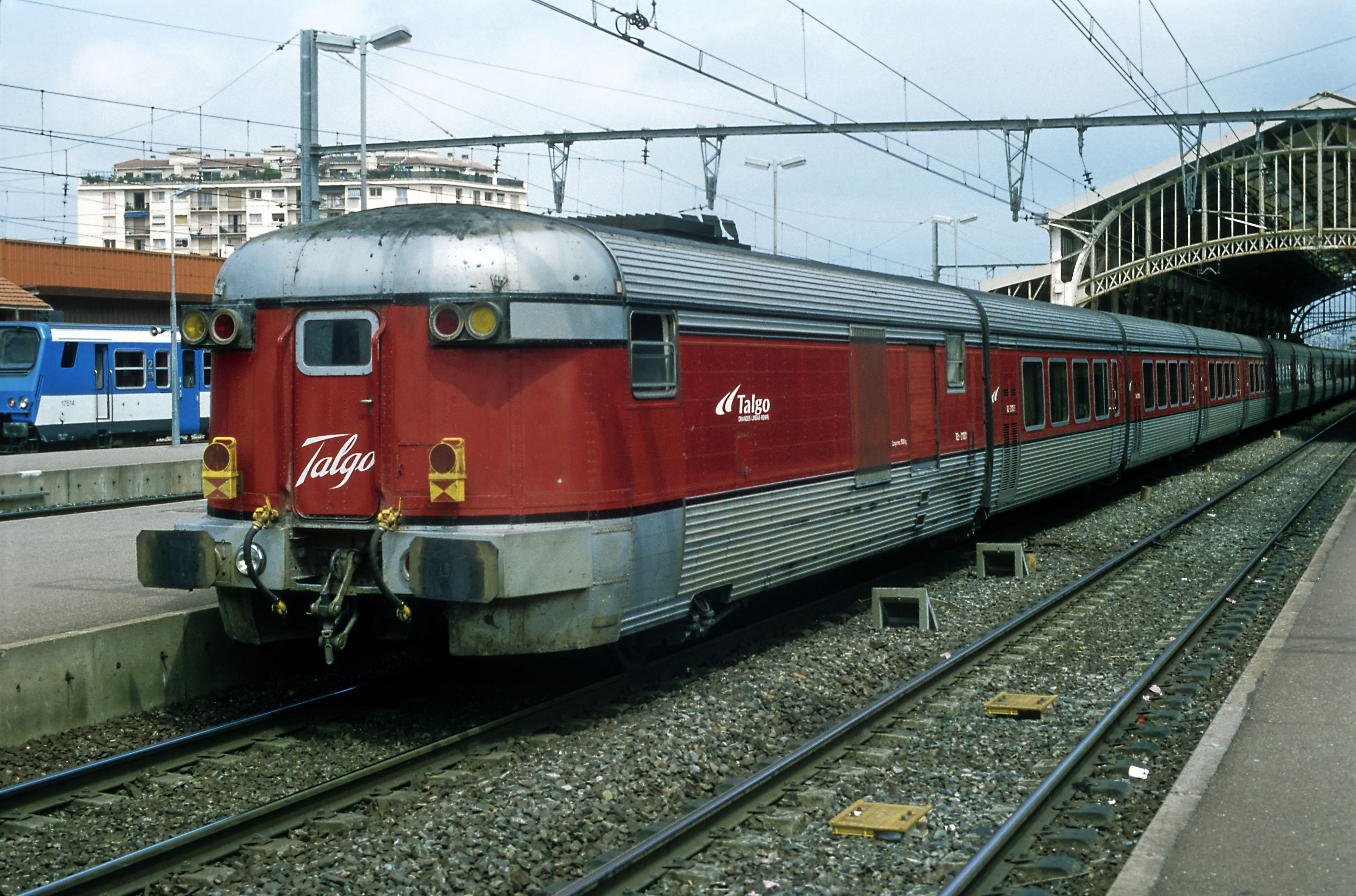
Talgo III RD garnituur in Perpignan, 2003

De rijtuigen zijn allemaal varianten van het type Talgo III RD. Deze rijtuigen uit 1968 zijn tot eind 2010 ingezet. Aan beide uiteinden rijdt een generatorrijtuig voor de energievoorziening van de trein. Tevens dienen deze rijtuigen voor de koppeling aan de locomotief. In de generatorrijtuigen wordt de stroom opgewekt voor het boordnet. Eén rijtuig, de RT 211, is voorzien van een bagageafdeling terwijl in de andere, de RT 212, de dienstruimte voor de hoofdconducteur is ondergebracht.
De basissamenstelling van de trein bestond naast de generatorrijtuigen uit negen eersteklasrijtuigen RT 201, een barrijtuig met keuken RT 206 en twee restauratierijtuigen RT 210. De RT 206 zat met aan weerszijden een RT 210 ongeveer midden in de trein, de RT 211 aan de Spaanse kant en de RT 212 aan de Zwitserse kant van de trein. In geval van drukte konden nog maximaal zeven RT 201 worden toegevoegd, zodat een trein uit 21 rijtuigen, van ieder 11,5 m lang, kon bestaan. Na de invoering van de RT 202 tweedeklas rijtuigen in 1982, werden die tussen de RT 206 en de RT 212 meegevoerd en verviel de RT 210 aan die kant van de RT 206.

### Route en dienstregeling
In 1969 ging de TEE van start met de Zwitserse aanduiding CG, GC en de Spaanse treinnummers TEE 83,84. Op 23 mei 1971 werd de trein omgenummerd naar TEE 70/71 - TEE 72/73, in Spanje werd de aanduiding TEE 73,70 gebruikt en vanaf 26 mei 1974 TEE 5073,5070. De dubbele nummering is te danken aan het feit dat in beide eindstations de uitgaande treinen een oneven en de binnenkomende een even nummer kregen. De oorspronkelijke route was: Barcelona – Gerona – Port Bou – Cerbère – Perpignan – Narbonne – Béziers – Sète – Montpellier – Nîmes – Avignon – Valence – Romans Bourg de Péage – Grenoble – Challes les Eaux – Chambéry – Aix les Bains le Revard – Culoz – Bellegarde – Genève-Cornavin. Op 31 mei 1970 werden de haltes Romans Bourg de Péage en Sète geschrapt.
| GC (70/71) | land        | station         | km  | CG (72/73) |
| ---------- | ----------- | --------------- | --- | ---------- |
| 10:40      | Zwitserland | Genève-Cornavin | 0   | 19:38      |
| 11:09      | Frankrijk   | Bellegarde      | 33  | 19:08      |
| 11:33      | Frankrijk   | Culoz           | 66  | 18:39      |
| 11:55      | Frankrijk   | Aix-les-Bains   | 88  | 18:21      |
| 12:09      | Frankrijk   | Chambéry        | 102 | 18:08      |
| 12:52      | Frankrijk   | Grenoble        | 165 | 17:28      |
| 13:55      | Frankrijk   | Valence         | 262 | 16:21      |
| 15:03      | Frankrijk   | Avignon         | 387 | 15:15      |
| 15:32      | Frankrijk   | Nimes           | 436 | 14:45      |
| 15:59      | Frankrijk   | Montpellier     | 486 | 14:15      |
| 16:42      | Frankrijk   | Béziers         | 557 | 13:33      |
| 17:00      | Frankrijk   | Narbonne        | 583 | 13:16      |
| 18:01      | Frankrijk   | Cerbère         | 688 | 12:14      |
| 18:25      | Spanje      | Port Bou        | 690 | 11:49      |
| 20:39      | Spanje      | Barcelona       | 864 | 09:45      |

TEE Catalan Talgo (blauw) en de aansluitende TEE Ligure (rood)

De dienstregeling is zo gemaakt dat de passage in Avignon, in beide richtingen, na aankomst van de TEE Ligure uit Milaan en voor vertrek van de TEE-Ligure naar Milaan lag. Hierdoor konden de reizigers rond 15:00 uur overstappen tussen de TEE Catalan-Talgo en de TEE Ligure. Vanaf 8 augustus 1972 tot 14 december 1972 was het spoor bij Chindrieux, tussen Culoz en Aix-Les-Bains, geblokkeerd, zodat de trein moest worden omgeleid via Lyon. Op 28 september 1975 werd, op aandringen van SBB en RENFE, de route tussen Valence en Bellegarde gewijzigd zodat tussen Narbonne en Genève doorgaand elektrisch gereden kon worden, dusdoende werd de omleiding van 1972 de vaste route. De enige stop tussen Bellegarde en Valence was Lyon Brotteaux, waar slechts sprake was van een technische stop zonder in en uitstappende reizigers. Ondanks dat dit traject 1 kilometer langer was werd de totale rijtijd bijna 40 minuten korter. Kostbaar neveneffect van deze wijziging was wel dat er een extra trein op de verbinding Genève - Grenoble moest worden ingezet. In 1982 zijn, in de hoop om meer passagiers te trekken, ook rijtuigen tweede klas in de trein opgenomen zodat niet meer aan de TEE-eis werd voldaan.

## EuroCity
Toen in 1987 het EuroCity-net van start ging is de Catalan Talgo daarin opgenomen. In de herfst van 1994 is het traject ingekort en reed de trein tussen Montpellier en Barcelona. Vanaf Genève en Parijs reden TGV's die aansluiting gaven op de Catalan Talgo. Sinds december 2010 is de hogesnelheidslijn doorgetrokken tot Figueras waar de reizigers kunnen overstappen op een Spaanse binnenlandse trein. De Catalan Talgo is toen uit dienst genomen.

## Tarraco Talgo
De trein is als historisch materieel aangemerkt en op 26 mei 2014 is een tiendelige trein bestaande uit Talgo III RD materieel weer rijvaardig gepresenteerd. De generatorrijtuigen zijn hierbij weer van het opschrift Trans Europ Express voorzien, zei het met witte in plaats van de oorspronkelijke gele letters. Verder is in de trein slechts één eerste klasse rijtuig opgenomen en ontbreekt het restauratierijtuig. Van buiten ziet het eruit als de oorspronkelijke trein, het interieur met tweede klasse (turista) stamt uit het EuroCity-tijdperk. Onder de naam Tarraco Talgo kunnen belangstellenden een rit maken tussen Barcelona en Tarragona met een tussenstop bij het spoorwegmuseum in Vilanova y la Geltru.